# Allophylus leiophloeus
Allophylus leiophloeus är en kinesträdsväxtart som beskrevs av Ludwig Radlkofer. Allophylus leiophloeus ingår i släktet Allophylus och familjen kinesträdsväxter. Inga underarter finns listade i Catalogue of Life.